# Yokohama (kip)

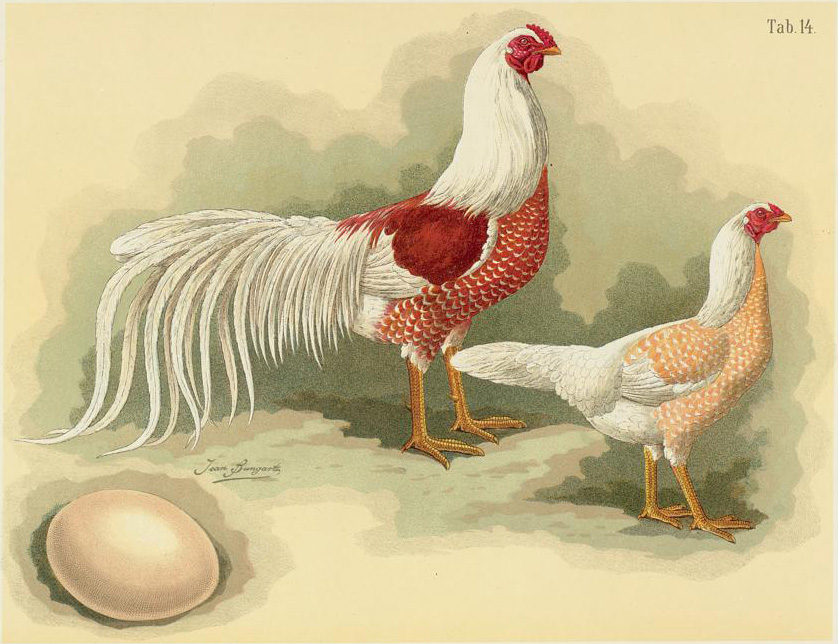
Historische afbeelding van Jean Bungartz, 1885

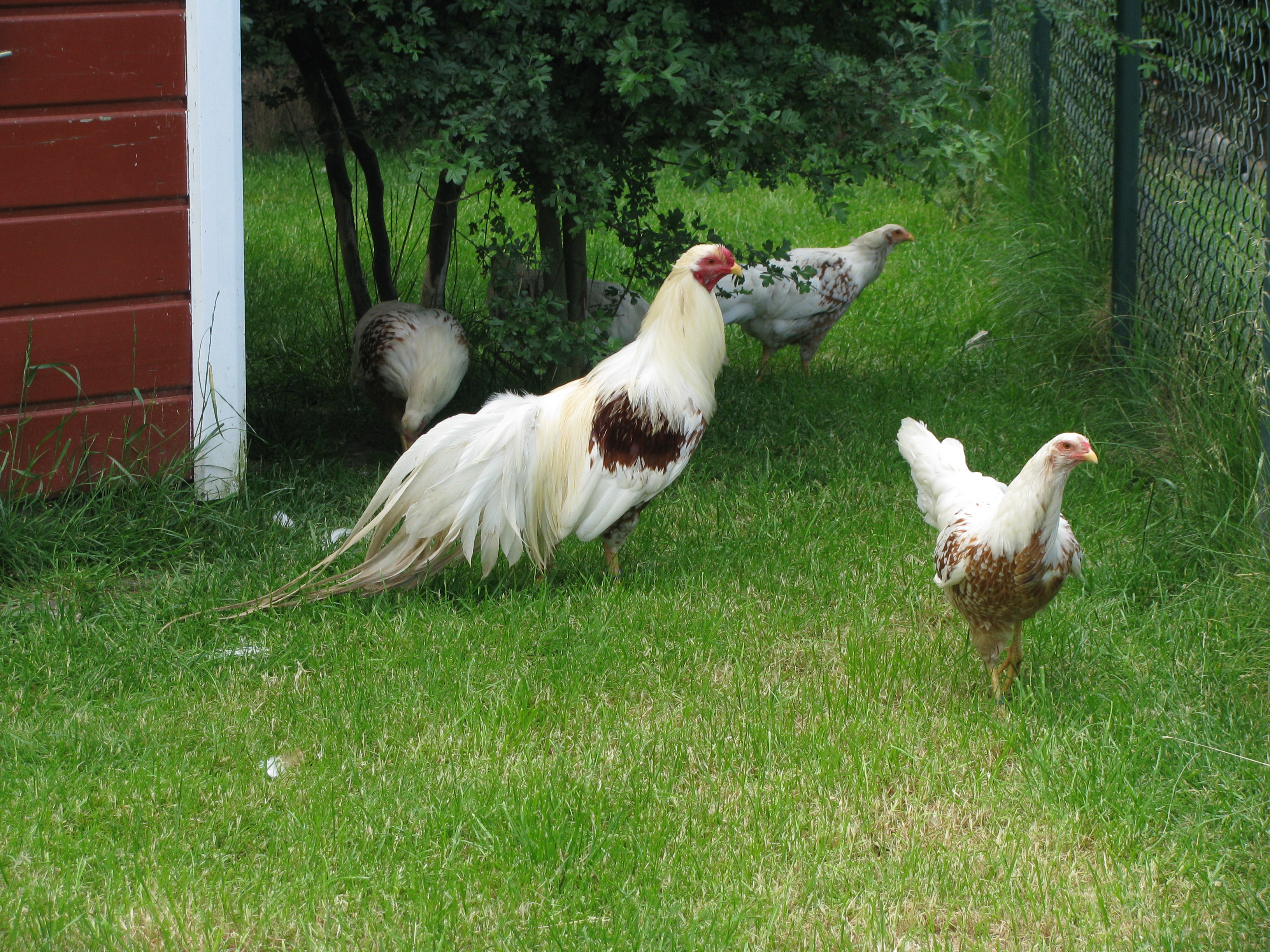
Haan met hennen in roodgetekend wit

Het Yokohamahoen is een langstaarthoenderras dat zijn oorsprong vindt in Japan. Dit hoen werd aldaar aan het hof gehouden. Via Spanje is het Yokohamahoen in Nederland terechtgekomen. Een waarschijnlijke miscommunicatie met de fokkers heeft geleid tot zijn huidige naam Yokohama. In Japan bestaan namelijk geen rassen met die naam, wel is er een havenplaats met de naam Yokohama.

## Uiterlijk
Het Yokohamahoen is een zeer sierlijk ras dat valt onder de langstaarthoenders. De haan draagt lange sierveren aan zijn staart. Zowel haan als hen staan hoog op de poten, hebben een gele snavel en rode ogen. Verder heeft de hen een langgerekte hals. De in Nederland erkende kleurslagen zijn wit en roodgetekend wit.

## Eigenschappen
De Yokohama is een typisch sierras dat slecht eieren legt. Wel valt er makkelijk mee te fokken, omdat de hennen makkelijk broeds worden en zeer zorgzaam zijn voor hun kroost. De Yokohama's kunnen erg goed vliegen.
| Eigenschap    | Haan     | Hen      |
| ------------- | -------- | -------- |
| Gewicht (g)   | ca. 2500 | ca. 1750 |
| Ringmaat (mm) | 16       | 13       |

| Eieren          | Eieren   |
| --------------- | -------- |
| Aantal per jaar | 90       |
| Gewicht         | 40 g     |
| Kleur           | Roomgeel |